# Biegi narciarskie na Zimowych Igrzyskach Olimpijskich 2018 – sztafeta kobiet
Sztafeta kobiet na Zimowych Igrzyskach Olimpijskich 2018 odbyła się 17 lutego na Alpensia Cross-Country Centre w Daegwallyeong-myeon.
Mistrzyniami olimpijskimi zostały Norweżki, reprezentowane przez Ingvild Flugstad Østberg, Astrid Jacobsen, Ragnhild Haga, Marit Bjørgen, drugie były Szwedki Anna Haag, Charlotte Kalla, Ebba Andersson, Stina Nilsson, a brąz wywalczyły Natalja Niepriajewa, Julija Biełorukowa, Anastasija Siedowa, Anna Nieczajewska reprezentujące sportowców olimpijskich z Rosji.
Polska sztafeta w składzie Ewelina Marcisz, Justyna Kowalczyk, Martyna Galewicz, Sylwia Jaśkowiec zajęła 10. miejsce.

## Terminarz
| Data      | Konkurencja | Godzina rozpoczęcia | Godzina rozpoczęcia |
| Data      | Konkurencja | UTC+09:00           | CET                 |
| --------- | ----------- | ------------------- | ------------------- |
| 17 lutego | Finał       | 18:30               | 12:30               |

## Wyniki

### Finał
| Miejsce | Bib | Reprezentacja                | Zawodniczki                                                                      | Czas zawodniczki                | Czas drużyny | Strata  | Uwagi |
| ------- | --- | ---------------------------- | -------------------------------------------------------------------------------- | ------------------------------- | ------------ | ------- | ----- |
| 01 !    | 1   | Norwegia                     | Ingvild Flugstad Østberg Astrid Jacobsen Ragnhild Haga Marit Bjørgen             | 13:28,9 14:15,9 11:46,7 11:52,8 | 51:24,3      | —       |       |
| 02 !    | 2   | Szwecja                      | Anna Haag Charlotte Kalla Ebba Andersson Stina Nilsson                           | 13:50,3 13:26,4 12:11,4 11:58,2 | 51:26,3      | +2,0    |       |
| 03 !    | 5   | Olimpijscy sportowcy z Rosji | Natalja Niepriajewa Julija Biełorukowa Anastasija Siedowa Anna Nieczajewska      | 13:24,5 13:50,5 12:13,4 12:39,2 | 52:07,6      | +43,3   |       |
| 4.      | 3   | Finlandia                    | Aino-Kaisa Saarinen Kerttu Niskanen Riitta-Liisa Roponen Krista Pärmäkoski       | 13:44,4 13:40,7 12:45,2 12:16,6 | 52:26,9      | +1:02,6 |       |
| 5.      | 4   | Stany Zjednoczone            | Sophie Caldwell Sadie Maubet Bjornsen Kikkan Randall Jessica Diggins             | 14:26,0 13:54,2 12:12,9 12:11,7 | 52:44,8      | +1:20,5 |       |
| 6.      | 6   | Niemcy                       | Stefanie Böhler Katharina Hennig Victoria Carl Sandra Ringwald                   | 14:16,4 13:53,9 12:37,9 12:25,5 | 53:13,7      | +1:49,4 |       |
| 7.      | 7   | Szwajcaria                   | Laurien van der Graaff Nadine Fähndrich Nathalie von Siebenthal Lydia Hiernickel | 13:59,9 13:46,8 12:22,4 13:06,7 | 53:15,8      | +1:51,5 |       |
| 8.      | 12  | Słowenia                     | Anamarija Lampič Katja Višnar Alenka Čebašek Vesna Fabjan                        | 13:28,4 14:47,7 12:22,1 13:17,5 | 53:55,7      | +2:31,4 |       |
| 9.      | 9   | Włochy                       | Anna Comarella Lucia Scardoni Elisa Brocard Ilaria Debertolis                    | 14:25,2 14:19,9 12:29,2 13:07,7 | 54:22,0      | +2:57,7 |       |
| 10.     | 8   | Polska                       | Ewelina Marcisz Justyna Kowalczyk Martyna Galewicz Sylwia Jaśkowiec              | 14:23,1 14:13,0 13:14,8 12:40,0 | 54:30,9      | +3:06,6 |       |
| 11.     | 11  | Czechy                       | Kateřina Beroušková Karolína Grohová Petra Nováková Barbora Havlíčková           | 14:06,2 14:49,4 12:45,3 13:36,2 | 55:17,1      | +3:52,8 |       |
| 12.     | 13  | Francja                      | Aurore Jean Anouk Faivre-Picon Coraline Thomas Hugue Delphine Claudel            | 14:37,7 14:43,7 12:52,2 13:36,6 | 55:50,2      | +4:25,9 |       |
| 13.     | 10  | Kanada                       | Dahria Beatty Emily Nishikawa Cendrine Browne Anne-Marie Comeau                  | 15:00,2 14:35,0 12:53,7 13:45,7 | 56:14,6      | +4:50,3 |       |
| 14.     | 14  | Białoruś                     | Anastasija Kiriłłowa Julija Tichonowa Polina Sieronosowa Walancina Kaminska      | 15:46,7 14:47,3 13:16,4 14:05,7 | 57:56,1      | +6:31,8 |       |